# 草瑞香属
草瑞香属（学名：Diarthron），也称粟麻属，是瑞香科下的一属一年生草本。本属有2种，产中亚、中国，中国分布于西北至东北部。

## 下属物种
- 草瑞香 Diarthron linifolium Turcz.
- 囊管草瑞香 Diarthron vesiculosum